# Rhadi Ben Abdesselam
Rhadi Ben Abdesselam (Koudia, Tahar es Souk (Mernissa, Taounate)), 28 februari 1929 – Fès, 4 oktober 2000) was een Marokkaanse langeafstandsloper, die zijn grootste successen behaalde bij het veldlopen en op de marathon.

## Loopbaan
Op de Olympische Spelen van 1960 in Rome behaalde Ben Abdesselam op de 10.000 m een veertiende plaats in 29.34,4 minuten. Twee dagen later, op 10 september 1960, liep hij zijn eerste en enige marathon en won een zilveren medaille. Met een tijd van 2:15.41,6 eindigde hij achter de Ethiopiër Abebe Bikila, die een wereldrecord liep van 2:15.16,2. Rhadi was hiermee de eerste olympische medaillewinnaar van Marokko.
Zijn PR op de 10.000 m van 29.20,8 behaalde Ben Abdesselam in 1960. In datzelfde jaar liep hij ook op de uurloop een afstand van 19.907 m.

## Palmares

### 10.000 m
- 1960: 14e OS - 29.34,4

### marathon
- 1960:  OS - 2:15.41,6